# 千葉師範学校
千葉師範学校 （ちばしはんがっこう） は、新制千葉大学学芸学部（現在の教育学部） の前身の一つとなった師範学校である。

## 沿革

### 印旛県立期

#### 印旛官員共立学校

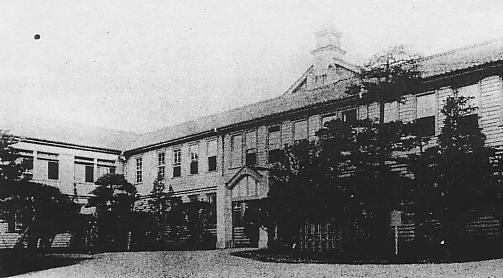
千葉師範学校

- 1872年10月25日 （旧暦9月23日）： 印旛県、印旛官員共立学校を創設。
  - 今後新設する小学校のモデルケース、併せて小学教員の実習校として開設した。
  - 当初は流山村常与寺内に、後に光明寺内に移転。国府台への移転を予定し鴻台小学校と改称。
- 1872年12月3日 （旧暦11月3日）： 共立学校 第1回伝習員入学。
  - 伝習員修学期間： 約3ヶ月。入学資格は当初20歳以上 （第3回募集時は16歳以上）。

### 千葉県立期

#### 千葉小学校
- 1873年7月1日： 千葉県成立により千葉町に移転、千葉小学校と改称。
  - 千葉町正妙寺 （現在の千葉市中央区本町1丁目） を仮校舎とした。
- 1874年2月-6月： 県内小学校教員を招集、「講習会」 を開催。
  - 10日間講習で教授法を伝習。

#### 旧・千葉師範学校
- 1874年5月15日： 千葉師範学校と改称、師範学科・小学科を設置 （千葉県第214号達）。
- 1875年1月： 教則改正。修業期間約10ヶ月となる （5級制）。
- 1876年5月： 千葉師範学校定制を制定。
  - 6月、修業年限2年となる。入学資格： 18歳-35歳。
- 1876年7月： 千葉町字西谷 （現在の千葉市中央区中央4丁目、千葉県教育会館周辺）  に新校舎と寄宿舎落成し、移転。
- 1876年9月7日： 校舎焼失。残った附属小学校校舎を仮校舎として使用。
- 1877年3月： 校舎再建。
- 1877年9月： 千葉女子師範学校が師範学校内に設置。
- 1879年9月： 千葉師範学校規則改正。修業年限2年半となる。
- 1880年4月： 千葉女子師範学校の独立校舎が新築され、5月開校[1]。
- 1882年10月： 師範学校教則大綱に準拠し、規則改正。
  - 中等学科 （中等師範学科、2年制）・高等学科 （高等師範学科、3年制） を設置。
- 1884年6月： 千葉女子師範学校廃止により女学部を設置し、千葉師範学校女学部と改称[1]。
- 1886年8月： 旧女学部校舎を千葉中学校 （現在の千葉県立千葉高等学校） 校舎とする。12月に師範学校（男子部）の北隣に女学部の新校舎建設し、千葉師範学校女子部と改称[1]。

#### 千葉県尋常師範学校
- 1886年10月： 師範学校令により千葉県尋常師範学校と改称。
  - 男子部 （本科4年制）・女子部を設置。
- 1889年10月1日： 師範学校騒動が勃発。
  - 佐藤校長による自習室調査が発端。授業再開は12月。校長ら教員5名辞職・生徒除名3名など。
- 1893年4月： 小学校教員講習科 （修業年限3ヶ月） を設置。
  - 小学校教員の再教育機関。従来の 「講習会」 から発展。
- 1897年9月15日： 千葉町字西猪鼻 （現在の千葉市中央区市場町、千葉県文化会館の位置） の新校舎に移転。

#### 千葉県師範学校
- 1898年4月： 師範教育令により千葉県師範学校と改称。
- 1904年4月： 女子部を千葉県女子師範学校として分離。
- 1908年2月4日： 千葉県師範学校学則を制定。
  - 本科第一部 （4年制。3年制高等小学校卒対象）・本科第二部 （1年制。中学校卒対象） を設置。
  - 予備科は設置されず、2年制高等小学校からの進学が後まで問題となった。
- 1912年6月： 校歌制定[2]。『君がめぐみの』 （吉丸一昌 作詞、楠美恩三郎 作曲）。
- 1921年2月25日： 予備科 （1年制。2年制高等小学校卒業者対象） を設置。
- 1925年4月： 本科第一部が5年制となる。予備科を廃止。
- 1926年3月9日： 学則改正。専攻科 （1年制） を設置。
- 1931年1月： 本科第二部が2年制となる。

#### 千葉女子師範学校、千葉県女子師範学校

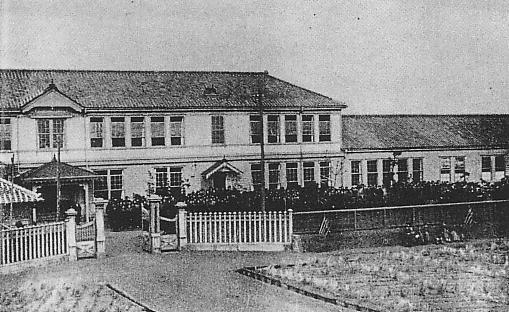
千葉女子師範学校

- 1877年9月18日： 千葉女子師範学校創立。
  - 初代総理 （校長）： 藤田九萬。10月、木間瀬柔三に交代。
  - 校地は千葉町字西谷の千葉師範学校校内。
- 1878年2月15日： 授業開始。
  - 修業年限3年。入学資格： 14歳-20歳。
- 1879年11月： 修業年限4年、満12歳以上対象に変更。
- 1880年： 独立校舎新築[1]。
- 1882年10月： 師範学校教則大綱に準拠、規則制定。
  - 初等師範学科 （修業年限1年半）・中等師範学科 （同3年） を設置。
- 1884年6月19日： 千葉女子師範学校廃止。千葉師範学校女学部となる。
- 1886年10月2日： 千葉尋常師範学校女子部と改称。師範学校隣に新校舎完成[1]。
  - 当初は隔年募集。入学資格： 17歳以上。
- 1889年10月： 修業年限3年、入学資格： 15歳-20歳となる。
- 1897年9月： 千葉町字西猪鼻に移転。
- 1898年4月： 師範教育令により千葉県師範学校女子部と改称。
- 1904年4月： 千葉県女子師範学校として独立、開校。
- 1904年12月： 千葉町字松原 （現在の千葉市中央区富士見1-11） の新校舎に移転。
- 1908年2月4日： 千葉県師範学校学則を制定 （千葉県師範学校と共通）。
  - 本科第一部 （4年制。3年制高等小学校卒対象） を設置。
- 1910年： 本科第二部 （1年制。4年制高等女学校卒対象） を設置。
- 1923年9月： 関東大震災で校舎大破。
- 1925年4月： 本科第一部が5年制となる。
- 1926年3月： 学則改正。専攻科 （1年制） を設置。
- 1928年： 幼稚園保母講習科を設置。
- 1931年1月： 本科第二部が2年制となる。

### 官立期

#### 千葉師範学校
- 1943年4月1日： 千葉県師範学校・千葉県女子師範学校を統合し、官立千葉師範学校設置。
  - 旧千葉県師範学校校舎に男子部、旧千葉県女子師範学校校舎に女子部を設置。
  - 男子部・女子部にそれぞれ本科 （3年制、中等学校卒対象）・予科 （2年制、高小卒対象） を設置。
- 1945年6月10日： アメリカ軍による千葉空襲で女子部校舎壊滅。生徒8名・教職員2名死亡。
  - 校内工場として日立航空機の分工場が設けられていたため爆撃対象となった。
- 1945年9月： 女子部、四街道の旧陸軍野戦砲兵学校跡に移転。
- 1949年5月31日： 新制千葉大学発足。
  - 千葉青年師範学校と共に学芸学部の母体として包括された。
- 1950年4月： 千葉大学学芸学部を文理学部と教育学部とに改組。分校 （2年課程） を設置。
- 1951年3月： 旧制千葉師範学校、廃止。

## 校地
千葉師範学校男子部
前身の千葉県師範学校から引き継いだ千葉市市場町 （旧・西猪鼻、現在の千葉市中央区市場町） の校地を廃止まで使用した。市場町校地は後身の千葉大学学芸学部に引き継がれた。千葉大学学芸学部は1950年に教育学部と文理学部 （現在の文学部・法経学部・理学部） とに分離・改組された。文理学部は小仲台 （千葉陸軍高射学校跡地） に移転し、市場町校地は教育学部キャンパスとなった。1962年4月、教育学部は千葉市弥生町 （現在の西千葉キャンパス） に統合移転し、現在に至っている。旧市場町校地には、現在は千葉県立中央図書館や千葉県文化会館が建てられている。
千葉師範学校女子部

旧・富士見町校地記念碑（京葉銀行本店前）。第二次大戦中、千葉県女子師範学校は飛行機部品の作業場に使われ、女子生徒がそれに当たっていたが、1945年6月10日朝の千葉空襲により校舎が焼けて教員・生徒10名が死亡し、1968年にその慰霊碑として建てられた

前身の千葉県女子師範学校から引き継いだ千葉市富士見町 （旧・松原、現在の中央区富士見） の校地を使用したが、同校地は 1945年6月の千葉空襲で壊滅し、四街道の旧陸軍野戦砲兵学校跡に移転した。同地には1946年4月に青師が移転してきたため、同居となった。四街道校地は後身の千葉大学学芸学部に引き継がれ、1950年、教育学部 （学芸学部から改称） 分校が置かれた。教育学部分校は 1962年3月に廃止され、千葉市弥生町に統合移転した。
旧・富士見町校地 （松原校地） には千葉県女子師範学校慰霊碑が、旧・四街道校地には旧陸軍野戦砲兵学校記念碑が残されている。

## 歴代校長
千葉県師範学校（前身諸校を含む）
- 木間瀬柔三：1874年6月 - 1875年9月
- 山田行元：1875年9月 - 1877年3月
- 藤田九萬：1877年3月 - 1877年10月
- 木間瀬柔三：1877年10月 - 1878年11月
- 那珂通世：1878年11月 - 1879年11月
- 小杉恒太郎：1879年11月 - 1886年4月
- （心得）手島春治：1886年4月 - 1887年4月
- 平山晋：1887年5月2日[4] - 1889年7月
- （教頭）佐藤亀世：1889年7月 - 1889年9月　※事務取扱
- 佐藤亀世：1889年9月13日 - 1889年11月15日[5]
- 豊岡俊一郎：1889年11月29日[6] - 1895年7月8日
- 越智直：1895年7月8日 - 1898年8月31日
- 弘田正郎：1898年9月28日 - 1902年11月8日
- 大島多計比古：1902年11月10日 - 1902年12月9日
- 里村勝次郎：1902年12月9日 - 1913年5月31日
- 土井亀之進：1913年5月31日 - 1919年1月
- 羽田貞義：1919年1月 - 1919年12月
- 豊田潔臣：1919年12月 - 1924年4月
- 磯貝泰助：1924年4月 - 1926年3月
- 根岸福弥：1926年3月 - 1935年10月死去
- 三井政善：1935年10月 - 1939年8月
- 太田章一：1939年8月 - 1943年4月

千葉県女子師範学校
- （兼）里村勝次郎：1904年1月27日 - 1906年4月11日
- 郷野基厚：1906年4月11日 - 1912年2月22日
- 安藤季雄：1912年2月22日 - 1913年5月31日
- 川面松衛：1913年5月31日 - 1917年7月6日
- 龍山義亮：1917年7月6日 - 1923年
- 平田華蔵：1923年 - 1926年
- 高橋勝一：1935年3月 - 1942年3月
- 額田登：1942年3月 - 1943年4月

官立千葉師範学校
- 守内喜一郎：1943年4月1日[7] - 1945年11月24日[8]
- 大岡保三：1945年11月24日[8] -

## 著名な出身者
- 寺田省帰（実業家・衆議院議員）
- 川村優（郷土史学者）
- 加瀬完（参議院副議長）
- 塩田せつ（教育者）

## 著名な元教員
- 伊藤公平（歌人、随筆家、小説家、作詞家）

## 関連書籍
- 百年史編集委員会（編）　『百年史 : 千葉大学教育学部』　百年史刊行会、1981年11月。